# Applied Immunohistochemistry & Molecular Morphology
Applied Immunohistochemistry & Molecular Morphology is een internationaal, aan collegiale toetsing onderworpen wetenschappelijk tijdschrift op het gebied van de immuunhistochemie. De naam wordt in literatuurverwijzingen meestal afgekort tot Appl. Immunohisto. M. M. Het wordt uitgegeven door Lippincott Williams & Wilkins.